# Mega Man X6
Mega Man X6 (Rockman X6 au Japon) est un jeu d'action-plates-formes développé par Capcom Production Studio 3 et édité par Capcom sur PlayStation et PC (Windows). C'est le sixième volet de la série dérivée Mega Man X. Il est réédité en 2015 au Japon sur le PlayStation Network, jouable sur PlayStation 3, PlayStation Portable et PlayStation Vita. Il est également inclut dans la compilation Mega Man X Collection sortie en 2006,,,,,.

## Trame
Gate est le principal antagoniste du jeu. Jadis membre d'une équipe de recherche aux côtés d'Alia, ce chercheur Réploïde très brillant, responsable de la création de Réploïdes extrêmement avancés, est depuis tombé en disgrâce. Isoc est l'énigmatique assistant de Gate. Pour des raisons inexpliquées, il semble obsédé par Zero, au point de prétendre tout connaître sur lui. High Max est l'ultime création de Gate. Chargé d'enquêter sur le Nightmare, ce puissant Réploïde est à même de rivaliser avec les pouvoirs combinés de X et de Zero.

## Système de jeu
En termes de Gameplay, Mega Man X6 est similaire à ses deux prédécesseurs. Il existe néanmoins quelques différences. Le joueur est par exemple obligé de commencer le jeu avec X. La Falcon Armor est disponible, mais beaucoup de ses capacités ont été supprimées. En échange, X peut utiliser le Z-Saber, l’arme de Zero. Cette arme est très puissante, mais est peu maniable et assez lente. Pour débloquer Zero, il faut vaincre le Zero Nightmare, caché dans la zone secrète de chaque niveau.
Comme dans Mega Man X5, il existe deux armures, que le joueur doit assembler avant de pouvoir les utiliser :
La Blade Armor, qui augmente les capacités en mêlée de X avec le Z-Saber, et la Shadow Armor, qui améliore sa maniabilité et immunise X contre les pics du jeu. L’Armure Ultime peut être déverrouillée grâce à un code de triche.
Avant de commencer un niveau, le joueur a la possibilité de choisir l’armure qu’il veut utiliser.
Dans chaque monde apparaissent des Nightmares, d’étranges robots qui peuvent posséder les réploïdes blessés que Mega Man doit sauver, les transformant en ennemis. Lorsque X les détruit, ils laissent tomber des âmes de cauchemars, qui peuvent être utilisées pour augmenter le nombre de pièces que le joueur peut équiper.

## Mavericks
| Nom                 | Apparence              | Niveau          | Arme          | Technique                        | Faiblesse                |
| ------------------- | ---------------------- | --------------- | ------------- | -------------------------------- | ------------------------ |
| Commander Yammark   | Libellule              | Amazon Area     | Yammar Option | Yammar Option                    | Ray Arrow / Rekkoha      |
| Rainy Turtloid      | Tortue                 | Inami Temple    | Meteor Rain   | Ensuizan (Circle Water Slash)    | Ice Burst / Z-Saber      |
| Shield(ner) Sheldon | Coquille Saint-Jacques | Laser Institute | Guard Shell   | Guard Shell                      | Metal Anchor / Rakukojin |
| Blizzard Wolfang    | Loup                   | North Pole Area | Ice Burst     | Hyoroga (Ice Wolf Fang)          | Magma Blade / Shoenzan   |
| Blaze Heatnix       | Phœnix                 | Magma Area      | Magma Blade   | Shoenzan (Soaring Flame Peak)    | Ground Dash / Sentsuizan |
| Infinity Mijinion   | Daphnie                | Weapon Center   | Ray Arrow     | Rekkoha (Fissured Light Command) | Guard Shell              |
| Metal Shark Player  | Requin-marteau         | Recycling Lab   | Metal Anchor  | Rakukojin (Falling Steel Blade)  | Meteor Rain / Ensuizan   |
| Ground Scaravich    | Scarabée bousier       | Central Museum  | Ground Dash   | Sentsuizan (Spiral Crash Slash)  | Yammar Option            |